# Гейнике, Николай Александрович
Николай Александрович Гейнике (7 января 1876, Казань — 1955, Москва) — русский и советский историк, педагог, краевед Москвы. Автор теории экскурсионного дела.

## Биография
Николай Гейнике родился 7 января 1876 года в Казани. Учился на историко-филологическом факультете Московского университета. После окончания университета с 1906 по 1914 год работал преподавателем истории в гимназиях Москвы.
В 1917 году Гейнике организовал культурно-исторический семинар по экскурсионному изучению Москвы. В том же году под его редакцией вышел путеводитель «По Москве».
В 1920-х — начале 1930-х годов Гейнике преподавал в Институте методов внешкольной работы, был доцентом 1-го и 2-го Московских университетов. Он преподавал историю Москвы, краеведение и экскурсионное дело. Проводил множество историко-культурных экскурсий по Москве. В 1923 году был под редакцией Гейнике вышел научно-популярный сборник «Культурно-исторические экскурсии. Москва, московские музеи, подмосковные» (ч. 1—3, 1923), авторами которого были участники его семинаров. В 1926 году возглавил экскурсионную комиссию Общества изучения Московской губернии. В 1930 году под его редакцией вышел сборник «Вокруг Москвы».
В 1930—1950-х годах Гейнике преподавал в МГУ, педагогических вузах и в Московском Доме пионеров.
Николай Александрович Гейнике умер в 1955 году. Похоронен на Новодевичьем кладбище (участок 4, ряд 51, место 10).

## Адреса
Николай Гейнике жил в Москве по следующим адресам:
- Старая Божедомка (улица Дурова), дом 23;
- улица Плющиха, дом 11.